# Saccocirrus orientalis
Saccocirrus orientalis är en ringmaskart som beskrevs av Alikuhni 1946. Saccocirrus orientalis ingår i släktet Saccocirrus och familjen Saccocirridae. Inga underarter finns listade i Catalogue of Life.